# Bound for Glory (2023)
Bound for Glory 2023 fue la decimonovena edición de Bound for Glory, un evento pago por visión de lucha libre profesional producido por Impact Wrestling. Tuvo lugar el 21 de octubre de 2023 desde el Cicero Stadium en Chicago, Illinois. Este fue el cuarto y último evento pago por visión de Impact Wrestling en 2023 y también último evento bajo el estandarte de Impact Wrestling, ya que la empresa volvió al renombrarse nuevamente como Total Nonstop Action Wrestling en Hard To Kill.

## Producción
El 27 de agosto de 2023, durante Emergence, Impact Wrestling anunció que Bound for Glory se llevaría a cabo el 21 de octubre de 2023 en el Cicero Stadium en Chicago, Illinois.

## Luchas Pactadas
- Chris Sabin derrotó a KENTA y retuvo el Campeonato de la División X de Impact (11:28).
  - Sabin cubrió a KENTA después de un «Cradle Shock».
- PCO derrotó a Rhino, Steve Maclin y Moose en un Monster's Ball Match (11:09).
  - PCO cubrió a Moose después de un «PCOsault».
  - Durante la lucha, Bully Ray interfirío a favor de Maclin y después lo traicionó tras empujarlo a una mesa rodeada con alambre de púas.
- ABC (Ace Austin & Chris Bey) derrotó a The Rascalz (Trey & Zachary Wentz) y ganó el Campeonato Mundial en Parejas de Impact (9:49).
  - Austin cubrió a Trey después de un «The Fold».
  - Bey canjeó su contrato de Feast or Fired.
- Will Ospreay derrotó a Mike Bailey (17:58).
  - Ospreay cubrió a Bailey después de un «Stormbreaker».
  - El Campeonato Peso Pesado del Reino Unido de la IWGP de Ospreay no estuvo en juego.
  - Esta lucha fue calificada con 5.25 estrellas por Dave Meltzer.
- Jordynne Grace ganó la Call Your Shot Gauntlet Match (28:56). 
  - Grace eliminó finalmente a Bully Ray para ganar la lucha.
  - Durante la lucha, Tommy Dreamer y Crazzy Steve ingresaron al ring y se atacaron mutuamente, sin embargo no formaron parte de la lucha.
  - Como resultado, Grace se convirtió en la primera mujer en ganar la Call Your Shot Gauntlet Match.
- Trinity derrotó a Mickie James y retuvo el Campeonato de Knockouts de Impact (11:59). 
  - Trinity forzó a James a rendirse con un «Starstrucker».
- Alex Shelley derrotó a Josh Alexander y retuvo el Campeonato Mundial de Impact (22:32).
  - Shelley cubrió a Alexander después de un «Shell Shock».

## Call Your Shot Gauntlet: entradas y eliminaciones

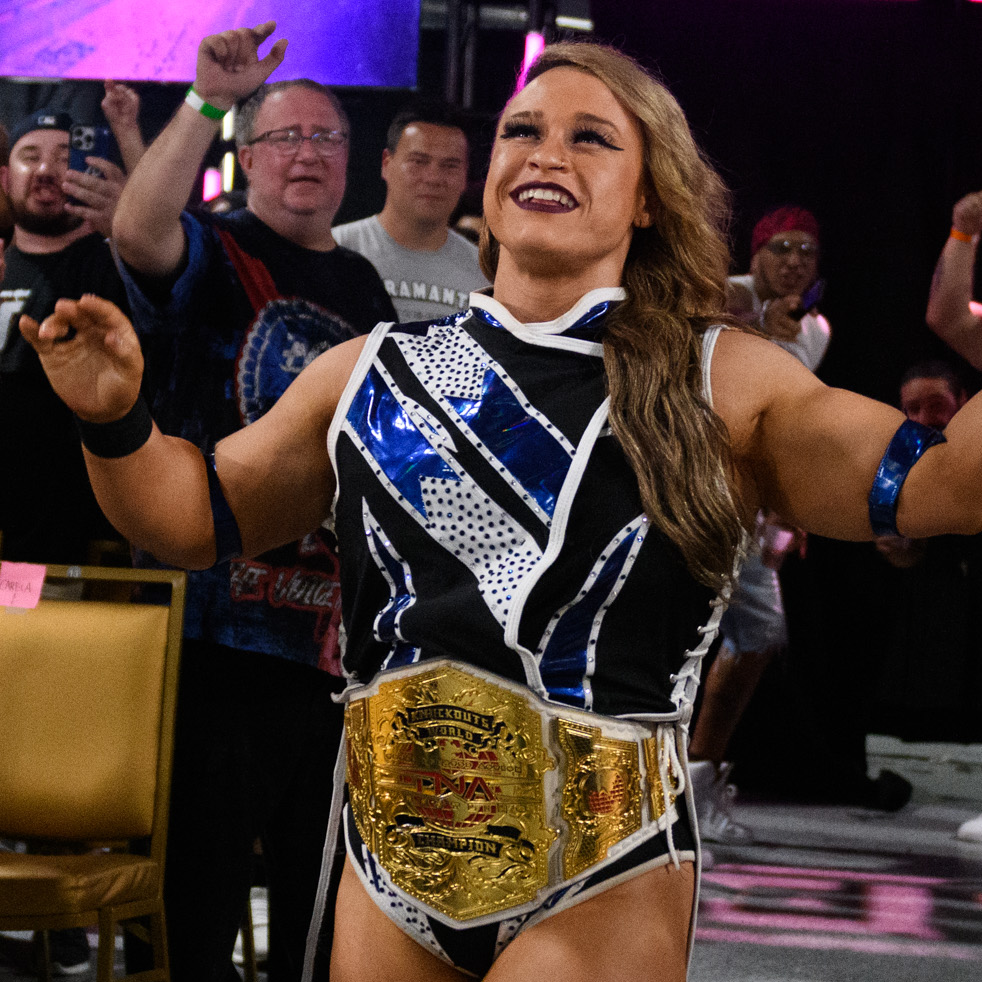
Jordynne Grace, ganadora del Call Your Shot Gauntlet Match.

El color turquesa ██ indica las luchadoras de la división Knockouts, y gris ██ indica los luchadores que son agentes libres.
| N.º | Entrada           | Orden | Eliminado por     | Eliminaciones |
| --- | ----------------- | ----- | ----------------- | ------------- |
| 1   | Jake Something    | 15    | Cardona y Myers   | 2             |
| 2   | Eddie Edwards     | 5     | Young             | 1             |
| 3   | Kenny King        | 1     | Juventud Guerrera | 0             |
| 4   | Juventud Guerrera | 3     | Edwards           | 1             |
| 5   | Johnny Swinger    | 2     | Shaw              | 0             |
| 6   | Gisele Shaw       | 4     | Sonny Kiss        | 1             |
| 7   | Jody Threat       | 9     | Gresham           | 0             |
| 8   | KiLynn King       | 17    | Ray               | 0             |
| 9   | Sonny Kiss        | 7     | Cardona y Myers   | 1             |
| 10  | Bully Ray         | 19    | Grace             | 1             |
| 11  | Matt Cardona      | 18    | Grace             | 5             |
| 12  | Jordynne Grace    | —     | Ganadora          | 2             |
| 13  | Eric Young        | 13    | Cardona           | 1             |
| 14  | Joe Hendry        | 6     | Myers             | 0             |
| 15  | Brian Myers       | 16    | Cardona           | 6             |
| 16  | Heath             | 8     | Myers             | 0             |
| 17  | Frankie Kazarian  | 11    | Cardona y Myers   | 0             |
| 18  | Rich Swann        | 12    | Myers             | 0             |
| 19  | Jonathan Gresham  | 14    | Jake              | 1             |
| 20  | Dirty Dango       | 10    | Jake              | 0             |